# Сарелл, Родерик
Родерик Сарелл (англ. Roderick Francis Gisbert Sarell; 23 января 1913, Дюнкерк, Франция — 15 августа 2001) — британский дипломат.
Родился в семье британского консула.
Обучался в Radley колледже и в 1931—1934 годах в Магдален колледже Оксфорда, который закончил со степенью по PPE (философия, политика, экономика).
С 1936 года — на консульской службе.
В 1950-х работал в Бирме в команде Пола Гор-Бута.
В 1964—1969 годах посол Великобритании в Ливии, в 1969—1972 годах — в Турции.
Рыцарь-командор ордена Святого Михаила и Святого Георгия (1968, кавалер 1958). KCVO.